# Мальцев, Александр Евгеньевич
Алекса́ндр Евге́ньевич Ма́льцев (род. 22 июня 1995, Санкт-Петербург) — российский синхронист. Заслуженный мастер спорта России. Семикратный чемпион мира и трехкратный серебряный призёр чемпионатов мира, шестикратный чемпион Европы, четырёхкратный чемпион Игр БРИКС, многократный победитель этапов и суперфиналов Мировых серий FINA, многократный чемпион России, лучший синхронист мира (2015, 2017, 2019, 2021) по версии FINA, лучший синхронист Европы по версии LEN (2019, 2021). Кандидат педагогических наук.

## Спортивная карьера
Синхронным плаванием начал заниматься в 7 лет в СДЮШОР по синхронному плаванию «Надежда» в Санкт-Петербурге. В последующие годы тренировался в СДЮШОР по водным видам спорта «Экран» и КСДЮШОР по водным видам спорта «Невская волна». В 2013 году переехал в Москву, где стал заниматься под руководством заслуженного тренера России М. Н. Максимовой и ее дочери Г. В. Максимовой. На тот момент мужчин не допускали к участию в официальных международных соревнованиях. Тем не менее, Александр верил, что рано или поздно выступит на крупных соревнованиях.
В 2014 году получил возможность участвовать в самых крупных соревнованиях: на внеочередном конгрессе Международной федерации плавания (FINA), который состоялся в Дохе (Катар) 29 ноября, было принято решение включить смешанные дуэты в синхронном плавании в программу мировых первенств, начиная с 16-го чемпионата мира по водным видам спорта в Казани (Россия). С этого момента Мальцев стал членом национальной сборной команды России по синхронному плаванию. Позже FINA объявила о намерении провести международный турнир среди смешанных дуэтов до старта 16-го чемпионата мира по водным видам спорта.
В июне 2015 года в паре с Дариной Валитовой завоевал золотую медаль в технической программе на первом в истории официальном международном турнире среди смешанных дуэтов, который прошел в Риме (Италия).
На 16-м чемпионате мира по водным видам спорта, который проходил в Казани с 24 июля по 9 августа, в паре с Валитовой стал чемпионом мира в произвольной программе и серебряным призером в технической.
31 января 2016 года FINA признала Мальцева лучшим синхронистом по итогам 2015 года.
В мае 2016 года на чемпионате Европы по водным видам спорта в Лондоне (Великобритания) в паре c Михаелой Каланчой завоевал две золотые медали.
В ноябре 2016 года дуэт Мальцев/Каланча завоевал золото на международном турнире по синхронному плаванию FINA Synchro World Trophy, который прошел в китайском Янчжоу.
В июле 2017 года на 17-м чемпионате мира по водным видам спорта в Будапеште (Венгрия) в паре с Михаелой Каланчой завоевал золотую и серебряную медали. 2 декабря 2017 года FINA вновь признала Мальцева лучшим синхронистом мира.
В 2018 году стал выступать с новой партнёршей — двукратной чемпионкой Европейских игр Майей Гурбанбердиевой. Их дуэт выиграл золотые медали двух этапов Мировой серии, прошедших в марте и июне этого же года в Париже и на греческом острове Сирос. В августе 2018 года на чемпионате Европы в Глазго (Шотландия) дуэт Мальцев/Гурбанбердиева победил в технической и произвольной программах.
В июне 2019 года дуэт Майи Гурбанбердиевой и Александра Мальцева стал победителем Суперфинала серии FINA Artistic Swimming World Series 2019 в Будапеште. 15 и 20 июля 2019 года вместе с Гурбанбердиевой Мальцев выиграл золотые медали в технической и в произвольной программах смешанных дуэтов на чемпионате мира по водным видам спорта в Корее. Таким образом, Мальцев стал четырёхкратным чемпионом мира.
По итогам 2019 года был признан лучшим спортсменом в своем виде спорта по версии FINA и LEN.
В феврале 2020 года объявил, что планирует выступать с новой партнёршей, Олесей Платоновой. Предыдущая партнерша Мальцева Майя Гурбанбердиева получила травму и вынуждена была приостановить тренировки. Однако из-за пандемии коронавируса международные и европейские турниры либо отменили, либо перенесли на 2021 год.
В ноябре 2020 года на чемпионате России в Казани впервые в своей карьере стал чемпионом страны. Вместе со своей новой партнершей Олесей Платоновой первый синхронист планеты победил в соревнованиях микст-дуэтов с технической программой. Произвольную программу Александр приберег для международных стартов, зато техническую показал дважды — второй раз вне конкурса в паре с вернувшейся после травмы Майей Гурбанбердиевой.
В мае 2021 года на Чемпионате Европы по водным видам спорта, который проходил в Будапеште (Венгрия), в паре с Майей Гурбанбердиевой одержал победу в технической программе микст-дуэтов, а в паре с Олесей Платоновой не имел равных в произвольной программе.
В июне 2024 года выиграл четыре золотые медали на 5-х Играх стран БРИКС в Казани, в том числе и в произвольной программе, где кроме него других выступающих не было.
В июле 2025 года на чемпионате мира в Сингапуре одержал две победы в индивидуальной технической и произвольной программах, а также выиграл золото в паре с Майей Гурбанбердиевой в технической программе и завоевал серебряную медаль в паре с Олесей Платоновой в произвольной программе микст-дуэтов. World Aquatics признала Мальцева лучшим синхронистом чемпионата мира.

## Образование
- В 2017 г. с отличием окончил Российский государственный университет физической культуры, спорта, молодёжи и туризма (ГЦОЛИФК) по программе бакалавриата (Направление подготовки — Физическая культура).
- В 2019 г. с отличием окончил магистратуру РГУФКСМиТ по направлению подготовки «Спорт».
- В 2022 г. с отличием окончил аспирантуру РУС «ГЦОЛИФК» по направлению подготовки «Физическая культура и спорт».
- В июне 2023 г. получил диплом о высшем образовании в МГИМО МИД России по программе «Мировой спорт: правовое регулирование, позиционирование, коммуникации».
- В сентябре 2023 г. Мальцеву присуждена учёная степень кандидата педагогических наук[4].
- Многократно принимал участие в международных, всероссийских научно-практических конференциях и семинарах. Является автором 25 научных трудов.

## Награды и звания
- Заслуженный мастер спорта России (30 декабря 2015 года).
- Почётная грамота Министерства спорта Российской Федерации (26 июля 2017 года) — за успешное выступление спортивной сборной команды Российской Федерации на Чемпионате мира по водным видам спорта 2017 года в г. Будапеште (Венгрия)[35].
- Лучший синхронист мира (2015, 2017, 2019, 2021) по версии Международной федерации плавания (FINA).
- Лучший синхронист Европы (2019, 2021) по версии Европейской лиги плавания (LEN).